# Osobowość społeczna
Osobowość społeczna – zespół cech trwałych jednostki, wpływających na jej postępowanie, wyrastających na podbudowie cech biologicznych i psychicznych, a wynikających z wpływu kultury i struktury zbiorowości, w których jednostka została wychowana i w których uczestniczy.